# Леденёв, Борис Николаевич
Бори́с Никола́евич Леденёв (18 сентября 1919, станица Урюпинская Ростовской области Войска Донского, ныне г. Урюпинск Волгоградской области — 30 июня 1969, Арзамас-16 Горьковской области) — участник советской атомной программы, лауреат Сталинских и Ленинской премий. Специалист в области разработки и испытаний ядерного оружия.

## Биография
В 1937 году поступил в МВТУ имени Н. Э. Баумана по специальности «боеприпасы». В начале июля 1941 года вступил добровольцем в народное ополчение. В августе того же года направлен на работу в г. Молотов на завод имени Ф. Э. Дзержинского (завод № 10) — технолог, начальник технологического бюро, зам. начальника цеха.
После войны возобновил учёбу и в 1947 году окончил МВТУ имени Н. Э. Баумана. Был направлен в КБ-11 (ныне РФЯЦ — ВНИИЭФ): инженер, научный сотрудник, заместитель начальника отдела, заместитель начальника сектора, в 1955—1959 начальник сектора 03. Занимался исследованием ударной сжимаемости различных материалов и пережатых детонационных волн. Участвовал в создании первой советской атомной бомбы.
Кандидат технических наук (1955).
В 1959—1961 годах в командировке в КНР в качестве технического советника. Награждён медалью «Китайско-Советская Дружба» (1960).
С 1961 году работал в НИИ-1011 (ныне РФЯЦ — ВНИИТФ имени академика Е. И. Забабахина): главный конструктор, директор (1961—1963), старший научный сотрудник по газодинамическим исследованиям, с ноября 1964 — заместитель научного руководителя НИИ-1011 по испытаниям ядерных зарядов.
В 1966—1969 годах во ВНИИЭФ (Арзамас-16) — зам. начальника сектора 03 по научным вопросам, одновременно — начальник отдела 129 (с 1968 — № 19), созданного для разработки безопасных электродетонаторов без первичных ВВ, не боящихся статического электричества и блуждающих токов.
Делегат XXII съезда КПСС (1961).

## Признание
- Сталинская премия второй степени (1949) — за разработку методики исследования плотности и максимальных давлений в центральной части атомной бомбы
- Сталинская премия второй степени (1953) — за разработку кинематики и динамики обжатия взрывом применительно к изделиям РДС-6с и РДС-5
- Ленинская премия (1962)
- два ордена Ленина (1949, 1956)
- медаль «За доблестный труд в Великой Отечественной войне 1941—1945 гг.».